# Nerwiak węchowy zarodkowy

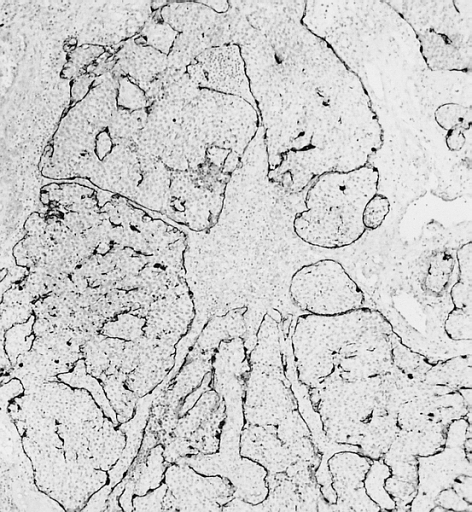
Obraz mikroskopowy nerwiaka węchowego zarodkowego pod mniejszym powiększeniem. W barwieniu immunohistochemicnzym na białko S-100 niektóre komórki otaczające płaciki guza są dodatnie. Przypominają nieco komórki sustentakularne charakterystyczne dla przyzwojaka

Nerwiak węchowy zarodkowy (łac. esthesioneuroblastoma, ang. esthesioneuroblastoma, olfactory neuroblastoma) – rzadki, pierwotny nowotwór złośliwy o zróżnicowaniu neuroendokrynnym, wywodzący się z nabłonka węchowego.

## Historia
Nowotwór został po raz pierwszy opisany przez francuskich lekarzy Bergera i Luca w 1924 roku pod nazwą esthésioneuroépithéliome olfactif.

## Etiologia
Pochodzenie guza jest kontrowersyjne. Uznaje się, że punktem wyjścia komórek nowotworu są pierwotne komórki progenitorowe nabłonka węchowego. O neuronalnym pochodzeniu guza lub pochodzeniu z komórek grzebienia nerwowego świadczy przede wszystkim obecność neurofilamentów.
Inne teorie proponowały, że esthesioneuroblastoma pochodzi z komórek narządu Jacobsona, zwoju klinowo-podniebiennego, ektodermy plakody węchowej, zwoju Lociego i zwojów autonomicznych śluzówki jamy nosowej.
W połowie lat 90. wykazano, że nerwiak węchowy zarodkowy wykazuje ekspresję genu HASH, ludzkiego homologu genu MASH muszki owocowej. Jak dotąd, ekspresję tego genu wykazano jedynie w raku rdzeniastym tarczycy i niektórych rakach drobnokomórkowych płuc.
U gryzoni udało się indukować rozwój guza typu ENB przez ekspozycję na nitrozoaminy. U kotów w spontanicznym nerwiaku węchowym zarodkowym i u transgenicznych myszy wykryto cząstki wirusów typu C, rozpoznanych jako, odpowiednio, wirus białaczki kotów (FLV) i wirus białaczki myszy (MLV). Jak dotąd, nie ma dowodów na udział retrowirusów w patogenezie ENB u człowieka.

## Epidemiologia
Nerwiaka węchowego zarodkowego spotyka się we wszystkich grupach wiekowych równie często u obu płci, dwa szczyty zachorowania przypadają na połowę 2. i 6. dekady życia. W pracy przeglądowej z 1966 roku podano, że do tego roku przedstawiono około 100 opisów tej choroby. W dużej pracy przeglądowej z 1997 roku podano liczbę około 1000 przypadków choroby (często jednak ten sam przypadek opisywany był kilkakrotnie), z tego 80% w ciągu ostatnich dwudziestu lat. Jest to spowodowane zwiększeniem rozpoznawalności guza w tym czasie. Brak dokładnych badań epidemiologicznych, ale zebrane dane sugerują zapadalność rzędu 1:1 000 000/rok. Tym samym esthesioneuroblastoma stanowi około 5% wszystkich nowotworów jamy nosowej.

## Obraz kliniczny i przebieg
Nerwiak węchowy zarodkowy zwykle ma postać polipowatego guza w szczytowej części jamy nosowej, często naciekającego zatokę sitową, jamę nosowo-gardłową, podniebienie, oczodół, a nawet jamę czaszki. Nowotwór makroskopowo przypomina polipa, jest czerwony i dobrze unaczyniony, pokrywa go niezmieniona lub ogniskowo owrzodziała błona śluzowa. Guz jest kruchy i łatwo krwawi podczas przeprowadzania procedur diagnostycznych. Często daje wznowy. Częstość odległych przerzutów szacowana jest na 12%. Według innych źródeł przerzuty do regionalnych węzłów chłonnych, płuc oraz kości stwierdza się u około 40% chorych.
W badaniu MRI guz może być hipodensyjny względem tkanki mózgowej na obrazach T1-zależnych i hiperdensyjny na obrazach T2-zależnych.

### Obraz histologiczny
Mikroskopowo guza zalicza się do grupy nowotworów drobnookrągłoniebieskokomórkowych, i wymaga różnicowania z innymi nowotworami należącymi do tej grupy. Komórki nowotworu są małe, o skąpej cytoplazmie, z hiperchromatycznymi jądrami komórkowymi i o drobnoziarnistej chromatynie. Niekiedy tworzą rozetki typu Homera Wrighta albo (rzadziej) Flexnera-Wintersteinera. Podścielisko guza tworzy pilśń neuronalna, utworzona przez wypustki neuronalne komórek nowotworowych. W źle rokujących przypadkach obecne są pola martwicy.

### Profil immunohistochemiczny
W badaniu immunohistochemicznym komórki barwią się dodatnio na obecność synaptofizyny, neurofilamentów i, nieco rzadziej, chromograniny. Z reguły komórki nowotworu nie wykazują obecności EMA ani CEA. Na obwodzie gniazd komórek nowotworowych spotyka się rozsiane komórki przypominające komórki Schwanna, wykazujące obecność markera S-100.

### Grading
Zaproponowano system oceny zaawansowania guza oparty na ocenie histopatologicznej (grading):
| Stopień | Zachowanie płatowej architektury guza | Indeks mitotyczny | Polimorfizm jąder komórkowych | Podścielisko włókienkowe | Rozetki                 | Martwica |
| ------- | ------------------------------------- | ----------------- | ----------------------------- | ------------------------ | ----------------------- | -------- |
| I       | +                                     | 0                 | –                             | Wyraźne                  | Homera-Wrighta          | –        |
| II      | +                                     | Niski             | Niski                         | Obecne                   | Flexnera-Wintersteinera | –        |
| III     | +/−                                   | Średni            | Średni                        | Niewiele                 | Flexnera-Wintersteinera | Rzadka   |
| IV      | +/−                                   | Wysoki            | Wysoki                        | Nieobecne                | –                       | Częsta   |

## Różnicowanie
W diagnostyce różnicowej ENB należy uwzględnić przede wszystkim:
- czerniaka złośliwego
- plasmocytoma
- niezróżnicowanego raka zatok i nosa
- chłoniaki zatok i nosa
- mięsaka Ewinga.

## Leczenie
Leczenie nerwiaka węchowego zarodkowego polega na chirurgicznym usunięciu guza, następowej radioterapii i w zaawansowanych przypadkach, chemioterapii.

## Rokowanie i staging
| Stopień | Charakterystyka                      | Rozpoznania | Średnie przeżycie |
| ------- | ------------------------------------ | ----------- | ----------------- |
| A       | Guz ograniczony do jamy nosowej      | 12%         | 72% (SD 41)       |
| B       | Guz szerzy się do zatok przynosowych | 27%         | 33% (SD 44)       |
| C       | Rozrost poza zatoki przynosowe       | 61%         | 47% (SD 16)       |

## Sprawa Chantal Sébire
W marcu 2008 roku głośnym echem w Europie Zachodniej odbiła się sprawa 52-letniej Chantal Sébire – francuskiej nauczycielki z Burgundii. Nerwiak węchowy zarodkowy w ciągu krótkiego czasu bardzo dotkliwie zdeformował jej twarz, ponadto kobieta utraciła wzrok oraz zmysł węchu i uskarżała się na silne bóle. Chantal Sébire skierowała do sądu wniosek o pozwolenie jej na eutanazję. Gdy decyzja sądu była odmowna, skierowała tę prośbę do prezydenta Francji – Nicolasa Sarkozy’ego, jednak i tu nie uzyskała akceptacji. Wskazała na możliwość wyjazdu za granicę, gdzie samobójstwo wspomagane jest zgodne z prawem.
19 marca (w dwa dni po odmowie sądu najwyższej instancji) Chantal Sébire została znaleziona martwa w swoim mieszkaniu. Od samego początku media spekulowały o możliwym samobójstwie, jednak na początkowym etapie postępowania biegli lekarze wskazywali za prawdopodobną śmierć naturalną spowodowaną wyczerpaniem i traumatycznym przeżyciem kobiety w ciągu ostatnich dni. Obecnie, po wstępnych oględzinach, sekcja zwłok wykazała obecność barbituranów we krwi Chantal Sébire, czym jednoznacznie wykluczyła śmierć z przyczyn naturalnych.
Sprawa Chantal Sébire, bardzo nagłośniona przez media, wywołała dyskusję o legalizacji eutanazji we Francji.